# 圣迪耶里
圣迪耶里（法語：Saint-Diéry，法語發音：[sɛ̃ djeʁi]）是法国多姆山省的一个市镇，属于伊苏瓦尔区。2019年，市镇克雷斯特并入圣迪耶里。

## 地理
圣迪耶里（45°32'42"N, 3°1'13"E）面积24.11 平方千米，位于法国奥弗涅-罗讷-阿尔卑斯大区多姆山省，该省份为法国中南部省份，北起阿列省接壤，东临卢瓦尔省，南至上盧瓦爾省和康塔爾省，西接科雷兹省和克勒兹省。
与圣迪耶里接壤的市镇（或旧市镇、城区）包括：贝斯和圣阿纳斯泰斯、库尔古勒、圣内克泰尔、圣皮埃尔科拉米讷、圣维克托-拉里维耶尔、索里耶、瓦尔伯莱、韦里耶尔、格朗代罗勒、蒙泰居勒布朗、圣弗洛雷。
圣迪耶里的时区为UTC+01:00、UTC+02:00（夏令时）。

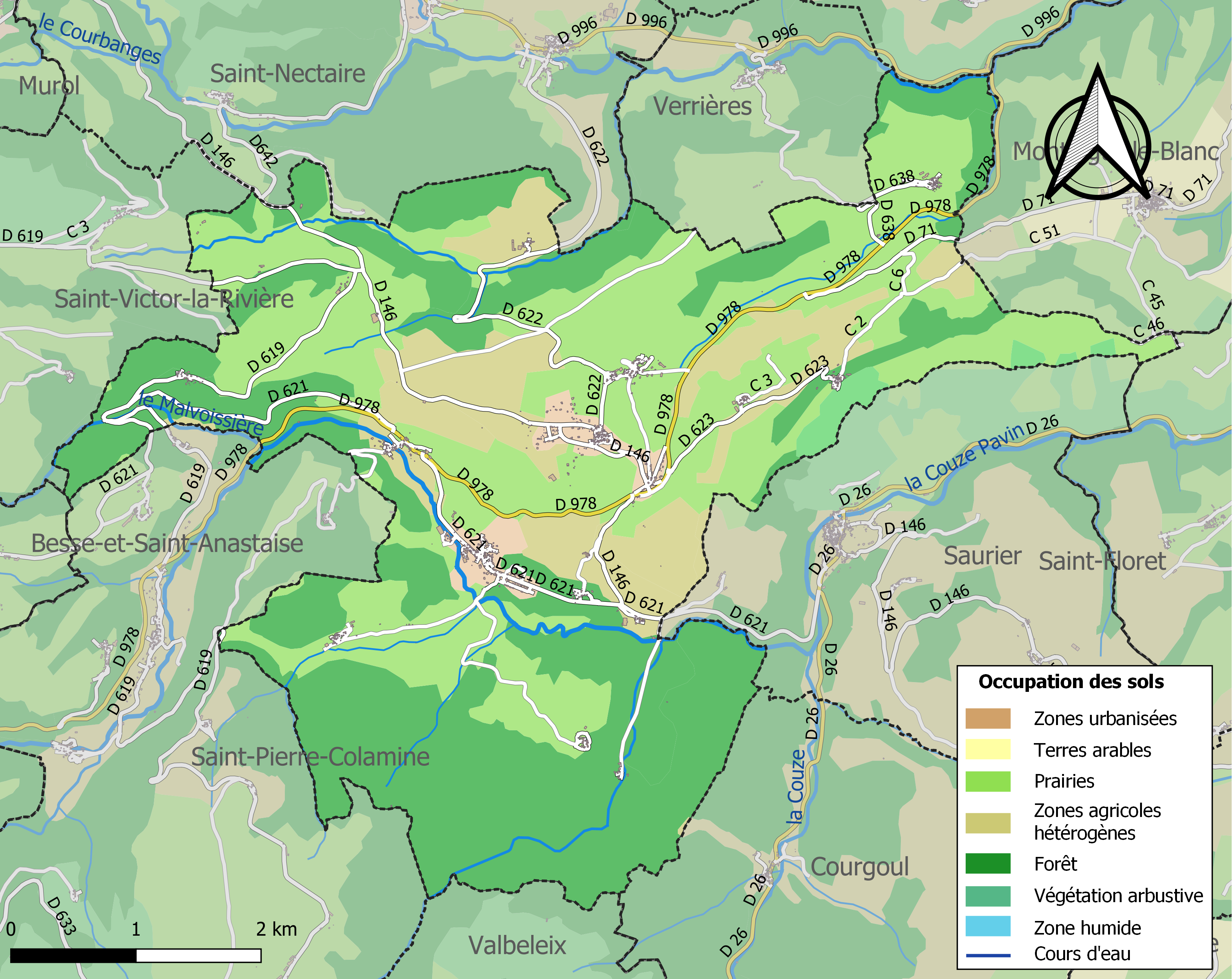
圣迪耶里的OSM定位图

## 行政
圣迪耶里的邮政编码为63320，INSEE市镇编码为63335。

## 政治
圣迪耶里所属的省级选区为勒桑西县。

## 人口

1962-2008年间圣迪耶里人口变化图示

圣迪耶里于2022年1月1日时的人口数量为541人。